# Joan Barfoot
Joan Louise Barfoot (ur. 17 maja 1946) – kanadyjska pisarka.
W 1969 ukończyła studia na University of Western Ontario. W 1978 pierwsza z książek jej autorstwa Abra została uznana za najlepszy debiut powieściowy Kanady (Books in Canada First Novel Award). Pisarka ma również swoim dorobku nagrodę Marian Engel Award z 1992. W 1986 jej powieść Dancing in the Dark doczekała się adaptacji filmowej (polski tytuł Taniec w mroku).
Mieszka w mieście London w prowincji Ontario.

## Dzieła
- Abra, 1978
- Dancing in the Dark, 1982
- Duet for Three, 1985
- Family News, 1989
- Plain Jane, 1992
- Charlotte and Claudia Keeping in Touch, 1994
- Some Things About Flying, 1997
- Getting Over Edgar, 1999
- Critical Injuries, 2001
- Luck, 2005
- Exit Lines, 2009